# Данг, Александр
Александр Данг (фр. Alexandre Dang) — французский художник, инженер по образованию и основатель некоммерческой организации Solar Solidarity International, ставший известным благодаря своей кинетической инсталляции Танцующие солнечные цветы (англ. Dancing Solar Flowers), которая приводится в движение при помощи энергии солнечных батарей. Является ярким представителем солнечного искусства.

## Биография

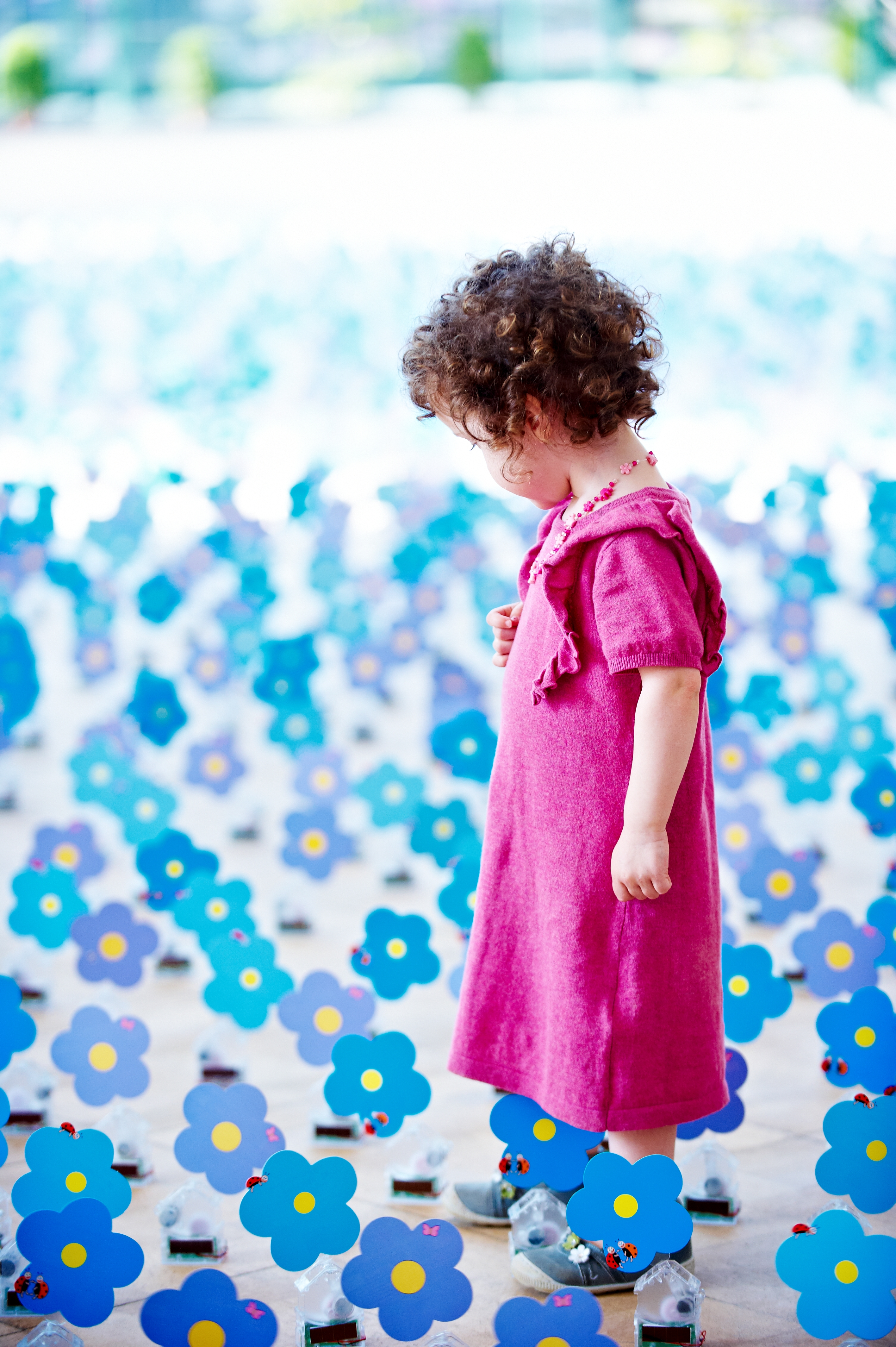
Королевские оранжереи в Лакене, Брюссель, 2010

Александр Данг родился 19 мая 1973 в Страсбурге (Франция) и окончил инженерный факультет Политехнической школы (Париж) и Национальной школы мостов и дорог (Париж).
В настоящее время Данг живёт и работает в Брюсселе, Бельгия и создаёт инсталляции, приводимые в движение при помощи солнечной энергии («кинетическое искусство»).
Он также является членом художественного объединения под названием Solar Art или Solar Artwork, главным принципом которого является использование солнечной энергии в произведениях искусства.
Данг начал свою творческую деятельность в 2004 году под влиянием таких художников, как Александр Колдер с его «мобилями» и Жан Тэнгли с его фантастическими машинами.
Его инсталляция Танцующие Солнечные Цветы (англ. Dancing Solar Flowers) стала визитной карточкой артиста.
Каждый цветок содержит фотоэлемент, который улавливает солнечный свет и преобразовывает солнечную энергию в электричество, приводя в движение цветок »
Александр Данг - это художник-гуманист, который сочетает в своих работах как научную составляющую, так и заботу об окружающей среде. Его проект заключается в использовании солнечной энергии в качестве источника питания, приводящего его творения в движение
Помимо эстетического аспекта его работ, творения Данга призывают задуматься о вопросах использования энергии и перспективах возобновляемой энергии в будущем.
При помощи моих инсталляций, приводимых в движение благодаря солнечной энергии, я хочу привлечь внимание общественности к этим вопросам
В связи с этим, Александр Данг регулярно проводит семинары, посвящённые вопросам возобновляемой энергии.
Данг также поддерживает международную некоммерческую ассоциацию Solar Solidarity International для реализации проекта электрификации в развивающихся странах. Solar Solidarity International сотрудничает с различными неправительственными организациями, такими как Электрики без границ и др.
Александр Данг также внёс большой вклад в проект электрификации госпиталя Daga-Youndoum в Сенегале, электрификации школы M’Pédougou в Мали, электрификации и оснащения отопительной системы детского дома MikumiKids в Танзании.

## Основные выставки

### 2018
- Культурный центр Шифан, Чунцин, Китай — «Гармония и Мир», персональная выставка
- Университет Йонсей, Сеул, Южная Корея — видео выставка
- Культурный центр Correios, Рио-де-Жанейро, Бразилия — специально разработанная инсталляция Танцующие Солнечные Цветы, «Luz, Vida e Paz»
- Heritage Space культурный центр, Ханой, Вьетнам — «Свет и Жизнь», персональная выставка
- Sun Gallery, Хейуорд, Калифорния, США — видео выставка

### 2017
- Художественный музей А4, Чэнду, Китай — Танцующие Солнечные Цветы на фестивале детского творчества START
- Парк искусств Музеон, Москва, Россия — инсталляция Танцующие Солнечные Цветы в сотрудничестве с «Фонд Подсолнух» на «Московской выставке цветов»
- Кронштадт, Санкт-Петербург, Россия — инсталляция Танцующие Солнечные Цветы — «Кронфест», фестиваль экологии и искусства
- Электровня, Радом, Польша — монографическая выставка
- Музей Луиджи Байло, Тревизо, Италия — Танцующие Солнечные Цветы
- Средиземноморская вилла, Марсель, Франция — Танцующие Солнечные Цветы, специально разработанная солнечная инсталляция

### 2016
- Музей естествознания, Женева, Швейцария — Танцующие Солнечные Цветы
- KINTEX (Корейский международный выставочный центр), Коян, Южная Корея — специальная выставка Танцующие Солнечные Цветы, куратор Ким Чжи-Йонг
- Музей Современного Искусства (MOCA), Сиань, Китай — Танцующие Солнечные Цветы
- Художественный музей Нянь Дай Мей Шу Гуан, Вэньчжоу, Китай — Танцующие Солнечные Цветы
- Аркада, Экс-ан-Прованс, Франция — экспозиция Солнечное Искусство, видео

### 2015
- Башня Искусств Мито, Мито, Япония — Танцующие Солнечные Цветы
- Национальный музей Сингапура, Сингапур — Танцующие Солнечные Цветы
- Детский музей (MUBA), Милан, Италия — Танцующие Солнечные Цветы
- Международная выставка и симпозиум кинетического искусства, Бойнтон-Бич, Майами, Флорида, США — Танцующие Солнечные Бабочки
- Колледж Джона Джея, Нью-Йорк, США — Танцующие Солнечные Цветы
- Региональный музей естественных наук, Монс, Бельгия — Поле Вращающихся Солнечных Подсолнухов

### 2014
- Синьчжу, Тайбэй, Тайвань — фестиваль MORIARTY — Танцующие Солнечные Цветы и Ветряные Цветы
- Центральный Дом Художника, «Государственная Третьяковская Галерея на Крымском Валу», Москва, Россия — «Танцующие солнечные цветы в научном искусстве»
- Музей современного искусства (MOCA), Тайбэй, Тайвань — Танцующие Солнечные Цветы
- Institut Français — Centre Saint-Louis, Рим, Ватикан — Танцующие Солнечные Цветы

### 2013
- Биеннале Сервейра, Вила-Нова-де-Сервейра, Каса Амарела, Португалия — Танцующие Солнечные Цветы и Бабочки
- Alliance Française в Тяньцзинь, Китай — Танцующие Солнечные Цветы
- Espace Electra — Франция — Made in Light — «Вы свет мира»
- Chateau Swan, Сиань, Китай — Танцующие Солнечные Цветы
- Аэропорт Марко Поло, Венеция, Италия — Танцующие Солнечные Маки и Бабочки
- Хоупвелл-сентр, 183 Queen’s Road, Гонконг
- Музей изящных искусств, Турнэ, Бельгия — Поле Вращающихся Солнечных Подсолнухов

### 2012
- Галерея цифрового искусства Сохо, Нью-Йорк, США — Land Art Generator Initiative (LAGI) — Вращающиеся Подсолнухи
- Европейская комиссия (Берлаймонт), Брюссель, Бельгия — «Неделя устойчивой энергетики Евросоюза» — Поле Вращающихся Подсолнухов
- Парк Пятидесятилетия, Брюссель, Бельгия — «День окружающей среды» — Танцующие Солнечные Цветы и Солнечное Искусство
- Музей искусств Сингапура (SAM), Сингапур — «Сингапурский художественный сад 2012» — Танцующие Солнечные Цветы на фасаде SAM
- Международная выставка Йосу 2012, павильон Бельгии, Южная Корея — Танцующие Солнечные Волны и Цветы

### 2011
- Европейский парламент, Брюссель, Бельгия -Танцующие Солнечные Цветы
- Музей искусств Сингапура (SAM), Сингапур — Танцующие Солнечные Цветы
- Европейская столица культуры «Таллин 2001», Таллин, Эстония — «Таллиннский фестиваль цветов» — Поле Танцующих Солнечных Цветов
- Атомиум, Брюссель, Бельгия — Международный день пропавших детей в сотрудничестве с Child Focus — Танцующие Солнечные Незабудки
- Европейский Парламент, Брюссель, Бельгия — Международный день пропавших детей в сотрудничестве с «НПО Пропавшие дети Европы» — Танцующие Солнечные Незабудки
- Музей естественной истории, Монс, Бельгия — Поле Танцующих Солнечных Цветов

### 2010
- Королевский дворец, Брюссель, Бельгия — Child Focus и «НПО Пропавшие дети Европы» -Танцующие Солнечные Цветы и Танцующие Солнечные Незабудки
- Европейская комиссия (здание Карла Великого), Брюссель, Бельгия — «Зелёная Неделя»
- Европейская комиссия (Берлаймонт), Брюссель, Бельгия — «НПО Пропавшие дети Европы» — Поле Танцующих Солнечных Незабудок
- Всемирная выставка в Шанхае 2010, павильон Бельгии-Европы, Шанхай, Китай -Танцующие Солнечные Магнолии
- Королевские Оранжереи, Лакен, Бельгия -Танцующие Солнечные Незабудки
- Атриум министерства Сообщества Валлонии и Брюсселя, Бельгия
- Здание Европейской Комиссии (DG AIDCO), Брюссель, Бельгия — «Неделя устойчивой энергетики Евросоюза» — Танцующее Солнечное Искусство

### 2009
- Espace Champerret, Париж, Франция — Проявление современного искусства (MAC-Paris)
- Королевские галереи св. Юбера, Брюссель, Бельгия — Child Focus, День пропавших детей — Dang’cing Solar Forget-Me-Not
- Королевские Оранжереи, Лакен, Бельгия — Child Focus — Dang’cing Sol’Art Forget-Me-Not
- Башня Маду и Европейская комиссия (здание Карла Великого), Брюссель, Бельгия — Европейская неделя устойчивой энергетики — Dang’cing Sol’Art Mobiles
- Дворец изящных искусств (арт центр Bozar), Брюссель, Бельгия — Dang’cing Sol’Art Flowers

### 2008
- Feria Valencia, Испания — Европейская конференция и выставка по фотоэлектрической солнечной энергии — Dang’cing Sol’Art Flowers
- Европейская школа I, Брюссель, Бельгия — Юбилей 50-ти летия — Dang’cing Solar Art
- Совет Европейского Союза (Юстус Липсиус), Брюссель, Бельгия — «Радость Европы: Единство в разнообразии!» — The Sol’Art Flowers Dang’cing
- Европейская комиссия, здание Карла Великого, Брюссель, Бельгия — Неделя устойчивой энергетики — Dang’cing Solar Art

### 2007
- Королевская площадь, Брюссель, Бельгия — «Национальный день» — The Solar Flowers Dang’cing for Europe
- Часовня Воскресения Христова, Брюссель, Бельгия — The Solar Flowers Dang’cing for Europe
- Европейская комиссия (Берлаймонт), Брюссель, Бельгия — Неделя устойчивой энергетики Европейского Союза — Europe Dang’cing for Joy

### 2006
- Музей Autoworld, Брюссель, Бельгия — DG TREN Day — Dang’cing Sunflowers
- Европейский Парламент, Брюссель, Бельгия — Первая генеральная ассамблея технологической платформы фотоэлектрических батарей — Dang’cing Sunflowers
- Европейская Комиссия (Берлаймонт), Брюссель, Бельгия — «День открытых дверей» — Dang’cing Solar Art
- Дом Возобновляемой Энергии, Брюссель, Бельгия — Торжественное открытие «Дома Возобновляемой Энергии» — Dang’cing Sunflowers
- Европейская Комиссия (Берлаймонт), Брюссель, Бельгия — The Field of Dang’cing Sunflowers

### 2005
- Собор Святых Михаила и Гудулы, Брюссель, Бельгия — «Messe des Artistes» 20 ноября — Dang’cing Solar Art
- Конференц-центр, Барселона, Испания — Международная конференция и выставка солнечной энергии — Dang’cing Solar Art
- Европейская комиссия, здание Карла Великого, Брюссель, Бельгия — «Зелёная Неделя» — Dang’cing Solar Art
- Европейский Парламент, Брюссель, Бельгия — Dang’cing Solar Art

### 2004
- Европейский парламент, Брюссель, Бельгия — Dang’cing Solar Art
- Европейская комиссия, здание Карла Великого, Брюссель, Бельгия — Запуск европейской технологической платформы фотоэлектрических батарей — Viva Europa!

## Семинары и практикумы

### 2018
- Кирпичный завод, Торонто, Канада — Создай свой собственный узор!
- Культурный центр Heritage Space, Ханой, Вьетнам — конференция с художником «Солнечное искусство»

### 2017
- Детская больница РДКБ, Москва, Россия — Создай свой собственный узор!
- Университет Льежа, Оперный комплекс, Льеж, Бельгия — Всемирная гуманитарная конференция организованная совместно с ЮНЕСКО 8 августа
- Парк искусств Музеон, Москва, Россия — конференция «Солнечное искусство» в сотрудничестве с фондом «Подсолнух» на Московской выставке цветов

### 2016
- Библиотека (Biblioteca EPM), Медельин, Колумбия — конференция «Солнечное искусство»
- Музей современного искусства (MOCA), Сиань, Китай — конференция «Солнечное искусство»
- Аркада, Экс-ан-Прованс, Франция — конференция «Солнечное искусство»
- Международная книжная ярмарка в Шарджи, Шарджа, Арабские Эмираты — Создай свой собственный узор!

### 2015
- Morocco Solar Festival, Уарзазат, Марокко — Создай свой собственный узор!
- «Произведения искусства для перемен» — видео Танцующие Солнечные Цветы на «Footing the Bill: Art and Our Ecological Footprint»

### 2014
- Университет Фурмана, Гринвилл, Южная Каролина, США — конференция «Солнечное искусство»

### 2013
- Европейская Комиссия (Van Maerlant 2), Брюссель, Бельгия — конференция «Как солнечная энергия становится искусством?» во время «Европейской недели устойчивой энергетики»
- Центр BilbaoArte, Бильбао, Испания — конференция «Наука и искусство»

- Школа Роберта Дюбуа, Детская больница королевы Фабиолы, Брюссель, Бельгия — Создай свой собственный узор!

### 2012
- Европейская комиссия (Van Maerlant 2), Брюссель, Бельгия — конференция «Произведения искусства работающие на солнечной энергии» во время «Европейской недели устойчивой энергетики»

- Школьный парк Шуман, Волюве-Сен-Ламбер, Брюссель, Бельгия — Создай свой собственный узор!

### 2011
- Делегация от Бретани, Брюссель, Бельгия — конференция «Искусство и устойчивое развитие»

### 2009
- Европейская школа Синт-Ламбрехтс-Волуве, Брюссель, Бельгия — Создай свой собственный узор!

### 2008
- Европейская школа Брюсселя I, Брюссель, Бельгия — «Искусство и возобновляемая энергия»
- Европейская комиссия (Берлаймонт), Брюссель, Бельгия — с учениками Европейской школы Брюсселя (Уккль) — Dang’cing Sol’Art Flowers

## Призы и награды
- Номинация «Prix de la jeune sculpture 2011 de la Communauté Française de Belgique», вручена Льежским университетом, Льеж, Бельгия
- Награда «Prix d’Art Chrétien 2012», вручена Церковью святой Троицы, Брюссель, Бельгия